# Cophura willistoni
Cophura willistoni là một loài ruồi trong họ Asilidae. Cophura willistoni được Pritchard miêu tả năm 1943.